# Spider in the Web
Spider in the Web (Brasil: Aranha na Teia ) é um filme de suspense de espionagem de 2019 dirigido e coproduzido por Eran Riklis, produzido por Sabine Brian, Jacqueline de Goeij, Leon Edrey e Michael Sharfstein, com roteiro escrito por Gidon Maron e Emmanuel Naccahe. Estrelando Ben Kingsley, Monica Bellucci, Itzik Cohen e Itay Tiran, Spider in the Web concentra-se em um jovem agente que é enviado em uma missão para seguir um agente mais velho, cujo comportamento é questionado.
O filme é uma coprodução internacional de Israel, Bélgica e Reino Unido e foi lançado em 30 de agosto de 2019 nos Estados Unidos e em 16 de janeiro de 2020 em Israel.

## Elenco
- Ben Kingsley como Adereth
- Monica Bellucci como Angela Caroni
- Itay Tiran como Daniel
- Itzik Cohen como Samuel
- Filip Peeters como Jans Martens
- Hilde Van Mieghem como Anne-Marie

## Recepção
Após o lançamento, Spider in the Web recebeu críticas mistas da crítica de cinema, que criticaram o roteiro, a atuação, a direção e a edição do filme, elogiando a performance de Kingsley e as seqüências de ação. Atualmente, o filme tem 75% de classificação no Rotten Tomatoes.